# Tihomir Trnski
Tihomir Trnski (* Narta, 1955. - † Ričičko Bilo kraj Novog Vinodolskog, 15. svibnja 1994.) – hrvatski političar, prvi župan Bjelovarsko-bilogorske županije, srednjoškolski profesor
Radio je kao profesor u Ugostiteljsko-turističkoj školi u Bjelovaru. Bio je najmlađi inspektor školstva za osposobljavanje turističkog kadra. U Domovinskom ratu sudjelovao je od početka kao pripadnik Specijalne policije, a kasnije i kao zapovjednik Vojne policije u Pakracu. Bio je na ratištima na Bilogori, Psunju i Papuku. Imenovan je za župana Bjelovarsko-bilogorske županije 15. travnja 1993. godine, kao kandidat HSS-a. Utemeljio je Bjelovarski sajam, koji je postepeno izrastao u ponajveću sajamsku priredbu u Hrvatskoj. Pokrenuo je manifestaciju "Mare Croaticum", koja je spajala kontinentalnu i primorsku Hrvatsku. 
Tragično je poginuo u padu malog zrakoplova "Cesna" kod Ričičkog Bila na području Novog Vinodolskog 1994. godine. Naslijedio ga je Željko Ledinski.
Bjelovarsko-bilogorska županija dodjeljuje plaketu "Tihomir Trnski" za izuzetne rezultate na obrazovnom, kulturnom, športskom i drugim područjima kulturnog života Županije. Postoji i "Udruga prof. Tihomir Trnski", koja podupire mlade u društvenim, kulturnim, obrazovnim i politički aktivnostima. Na međunarodnom natjecanju "Gastro" pobjedniku se dodjeljuje pehar "Tihomir Trnski".